# Ctiboř (Boêmia Central)
Ctiboř é uma comuna checa localizada na região da Boêmia Central, distrito de Benešov.

## Galeria

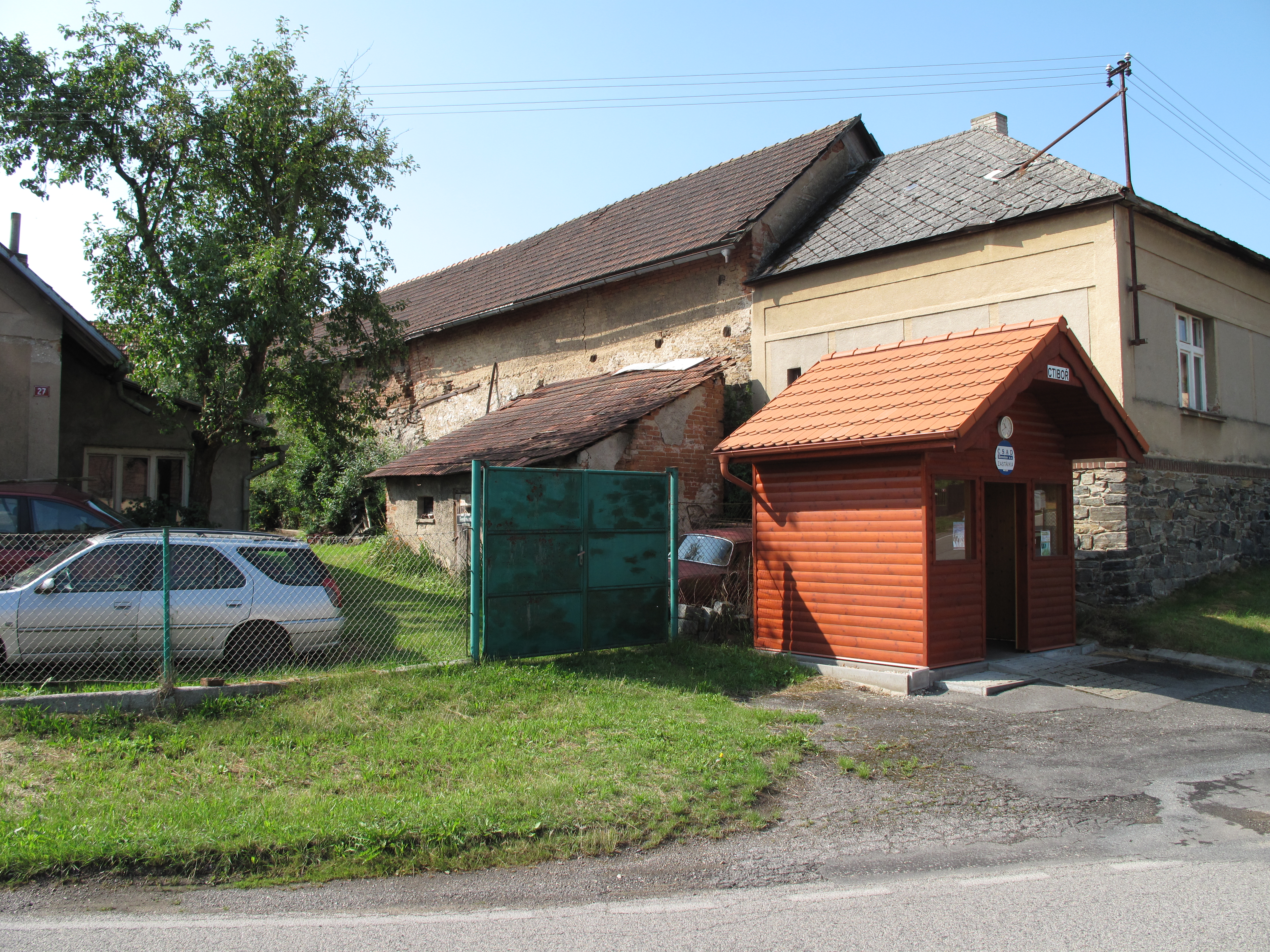
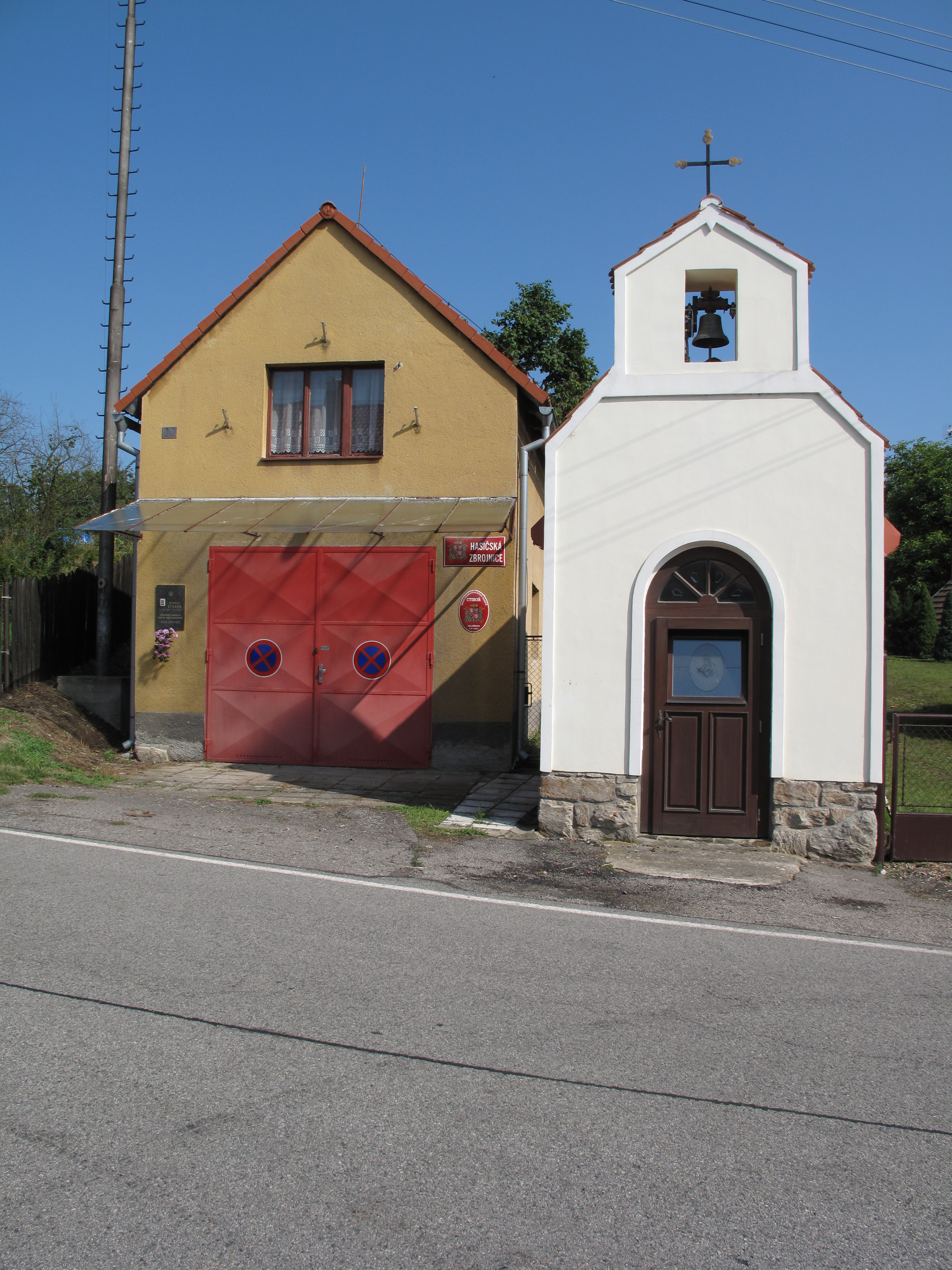
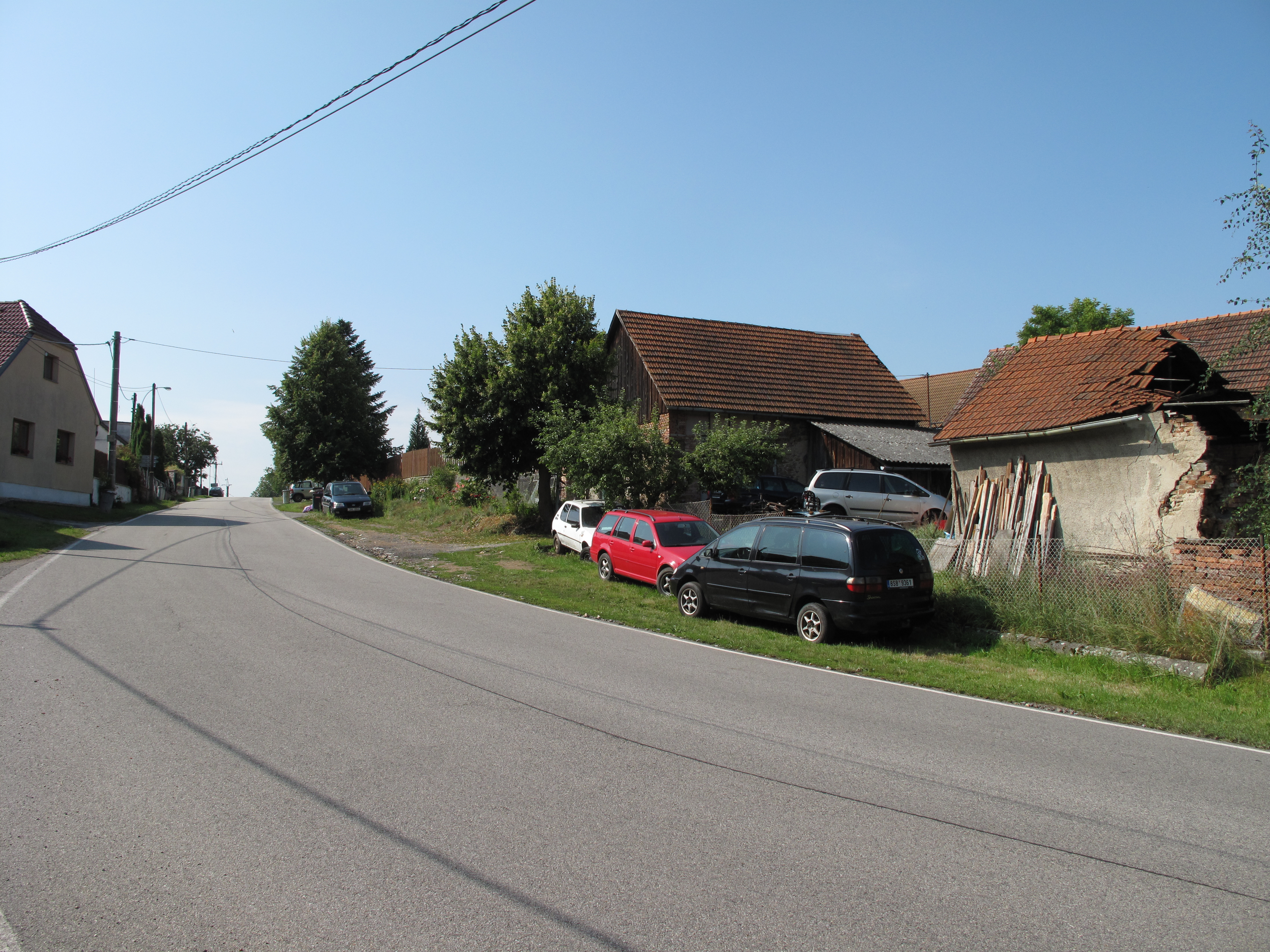